# كنيسة التجلي في دير ميروزكي
تقع كنيسة التجلي في دير ميروزكي (بالروسية: Спасо-Преображенский собор Мирожского монастыря) بالقرب من مدينة بسكوف في روسيا. بُنيت في القرن الثاني عشر.

## تاريخ
بنيت الكنيسة في الدير من قبل (Niphonte Novgorod) ما بين سنتي 1148 و1149.
تم بناء المبنى على أربعة أعمدة، والتي تدعم قبة واحدة. تم تزيين الأسطوانة بإفريز من القناطر واخترقتها النوافذ الضيقة.

## صور

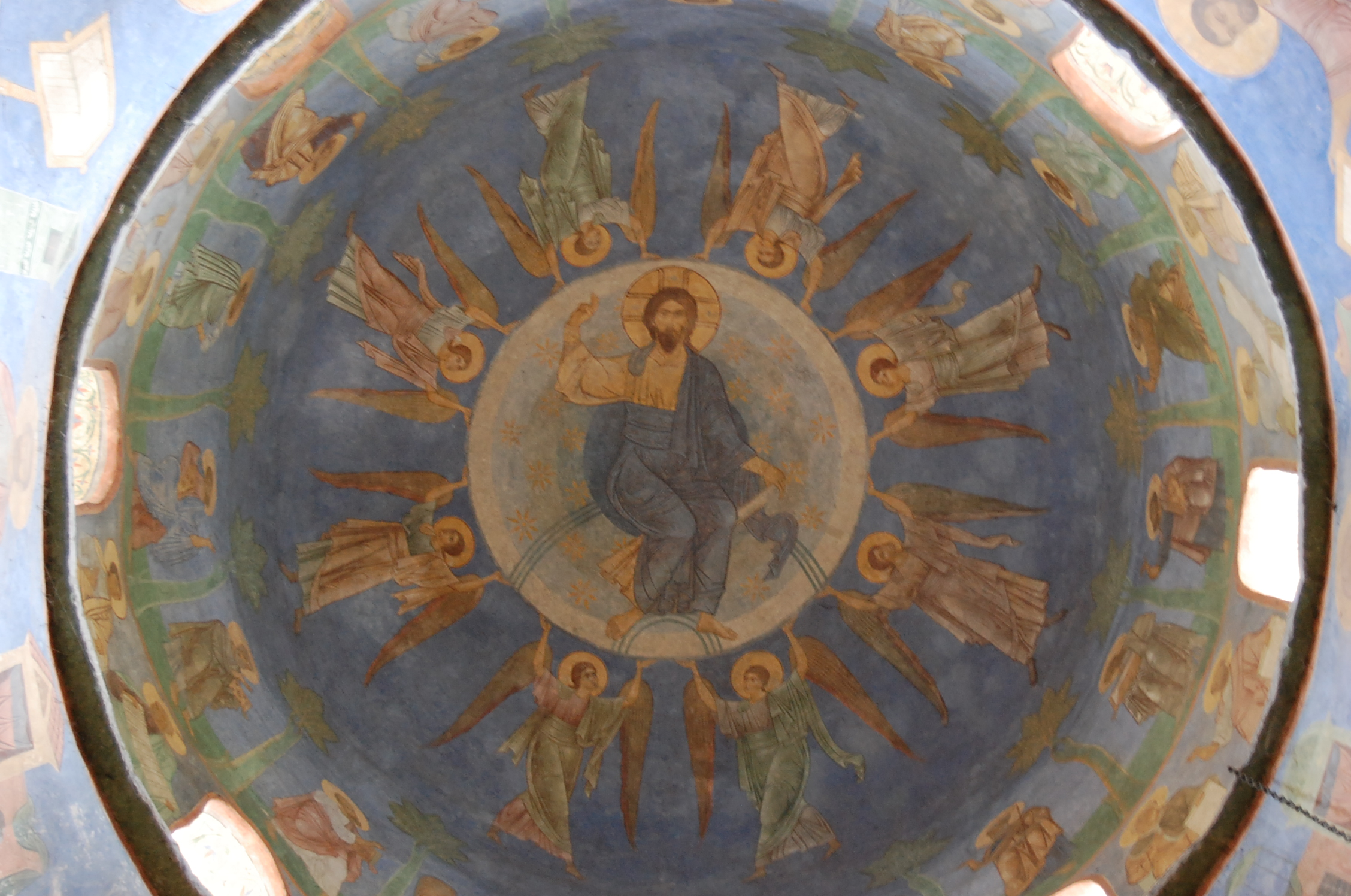
عيد الصعود
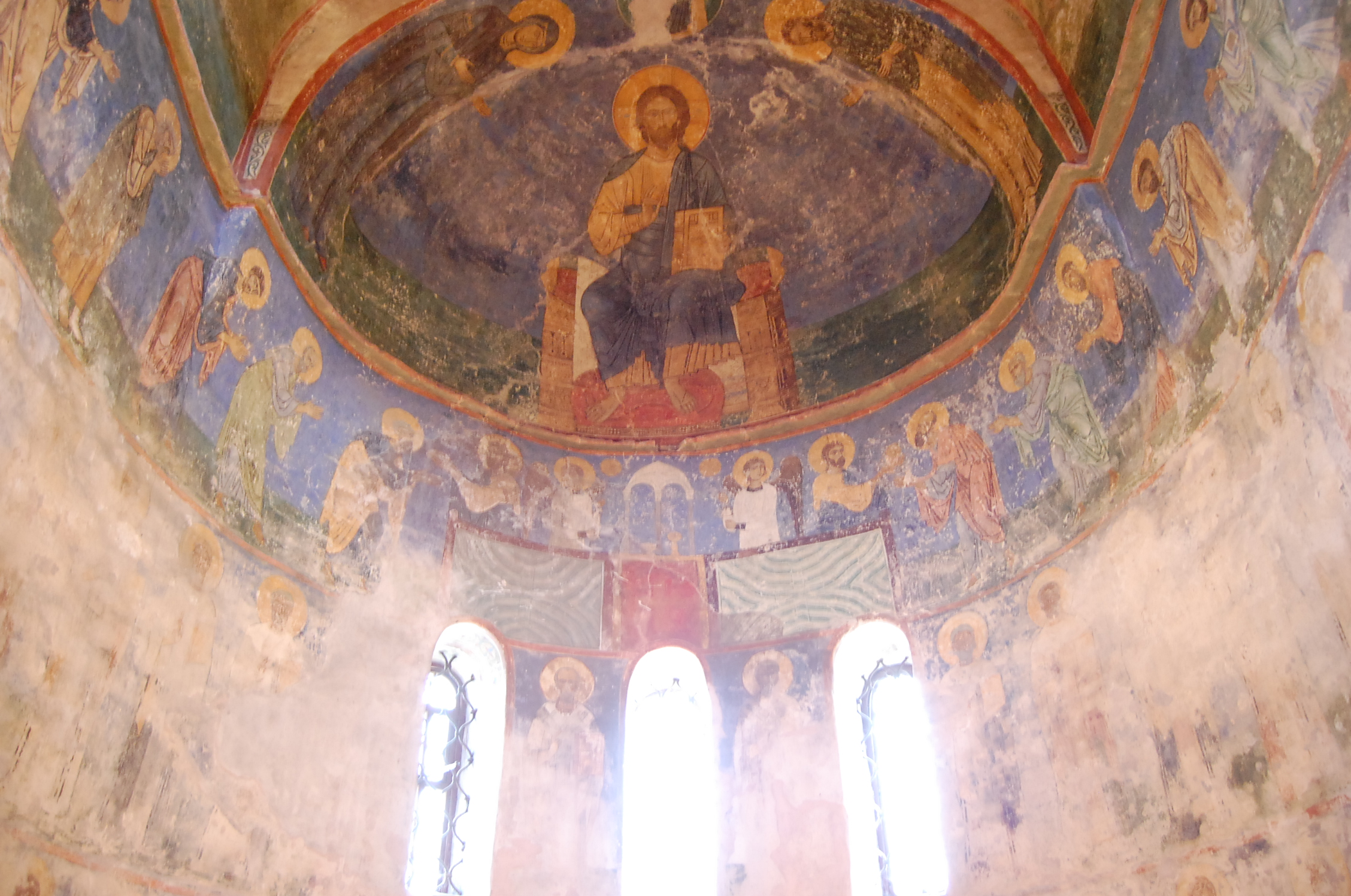
Deisis وأفخارستيا
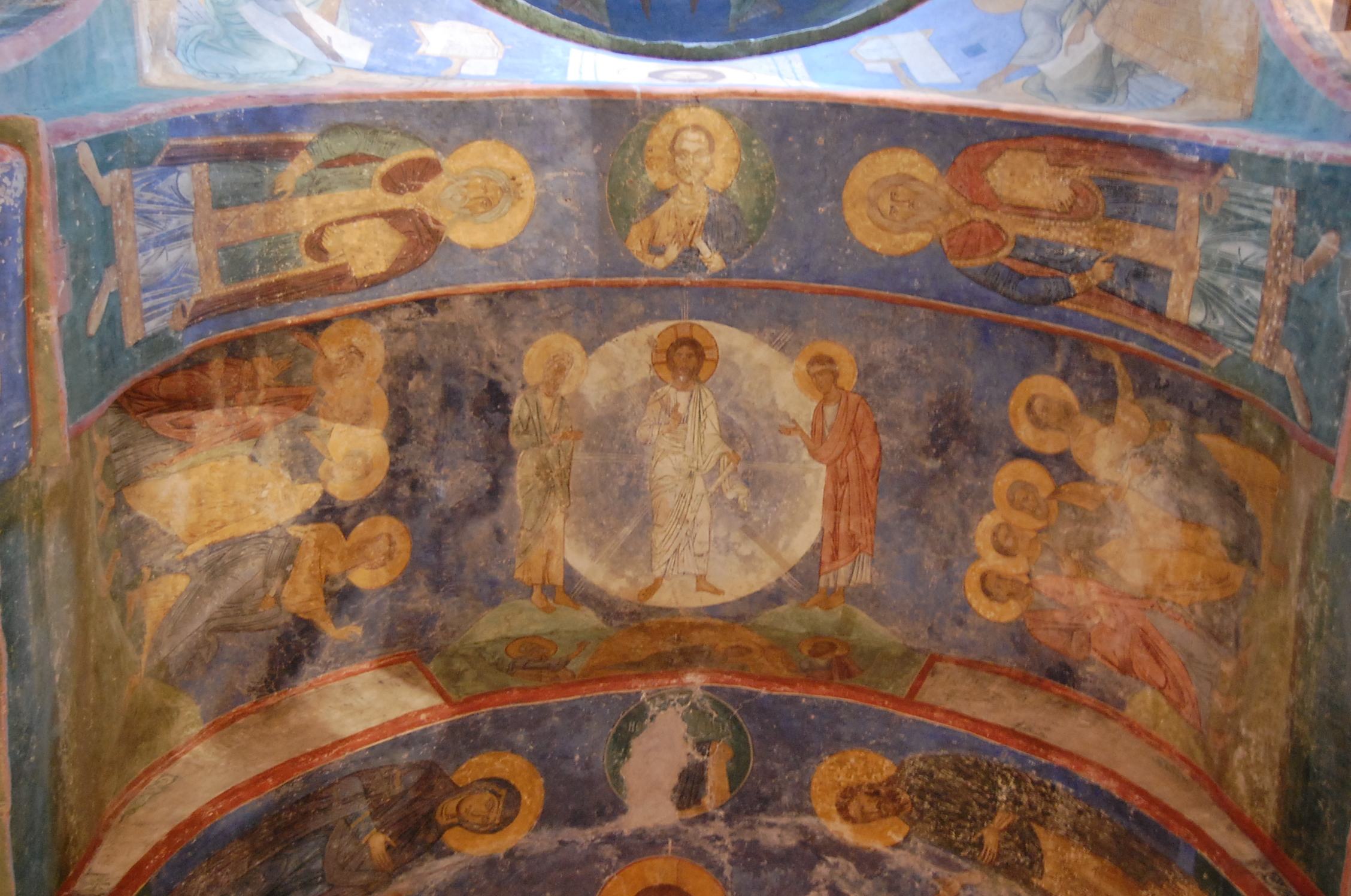
تجلي المسيح
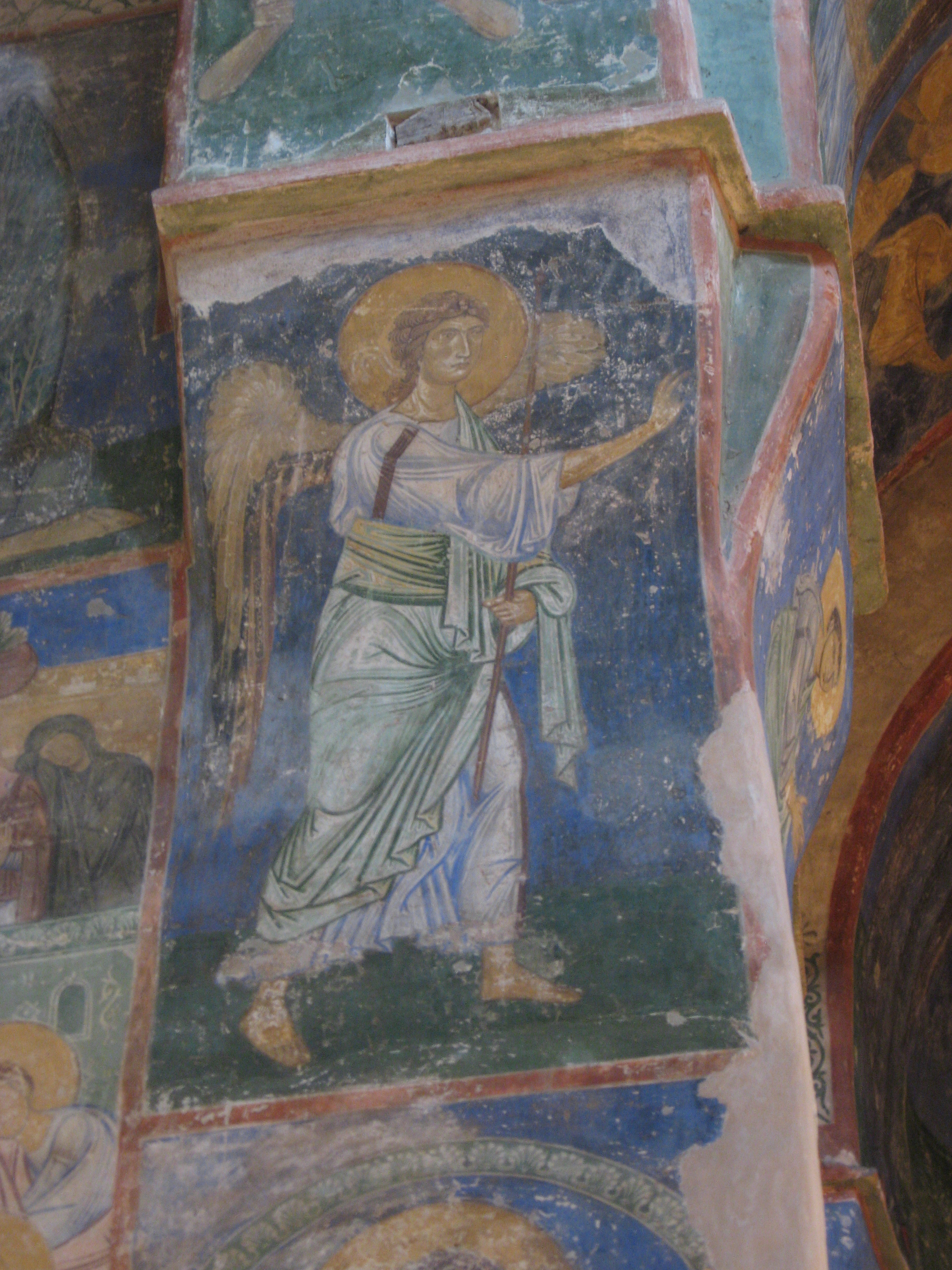
البشارة
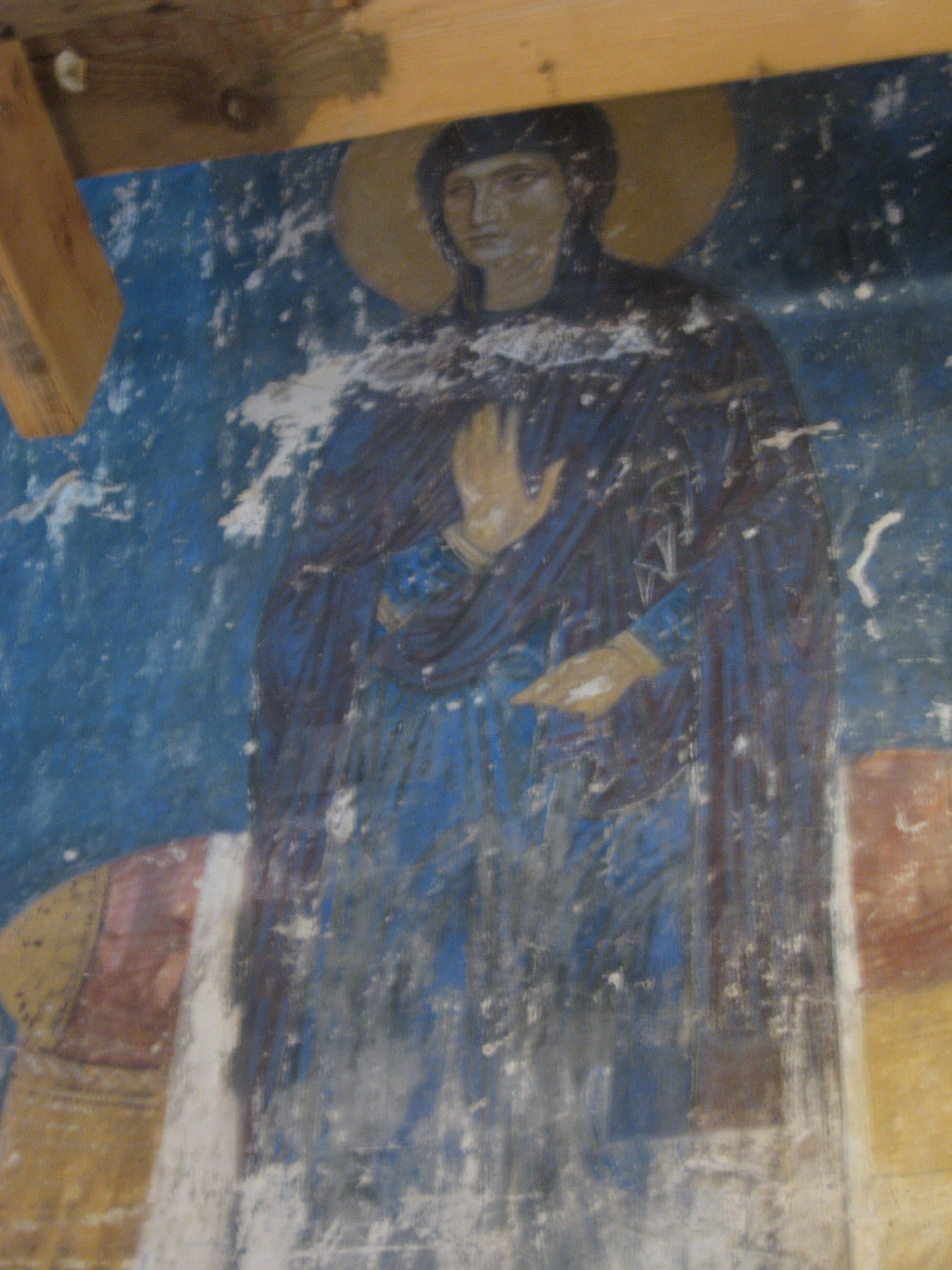
البشارة
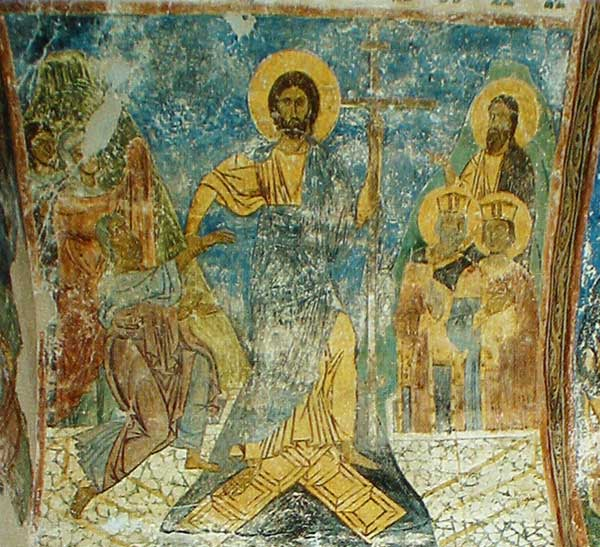
النزول إلى الجحيم
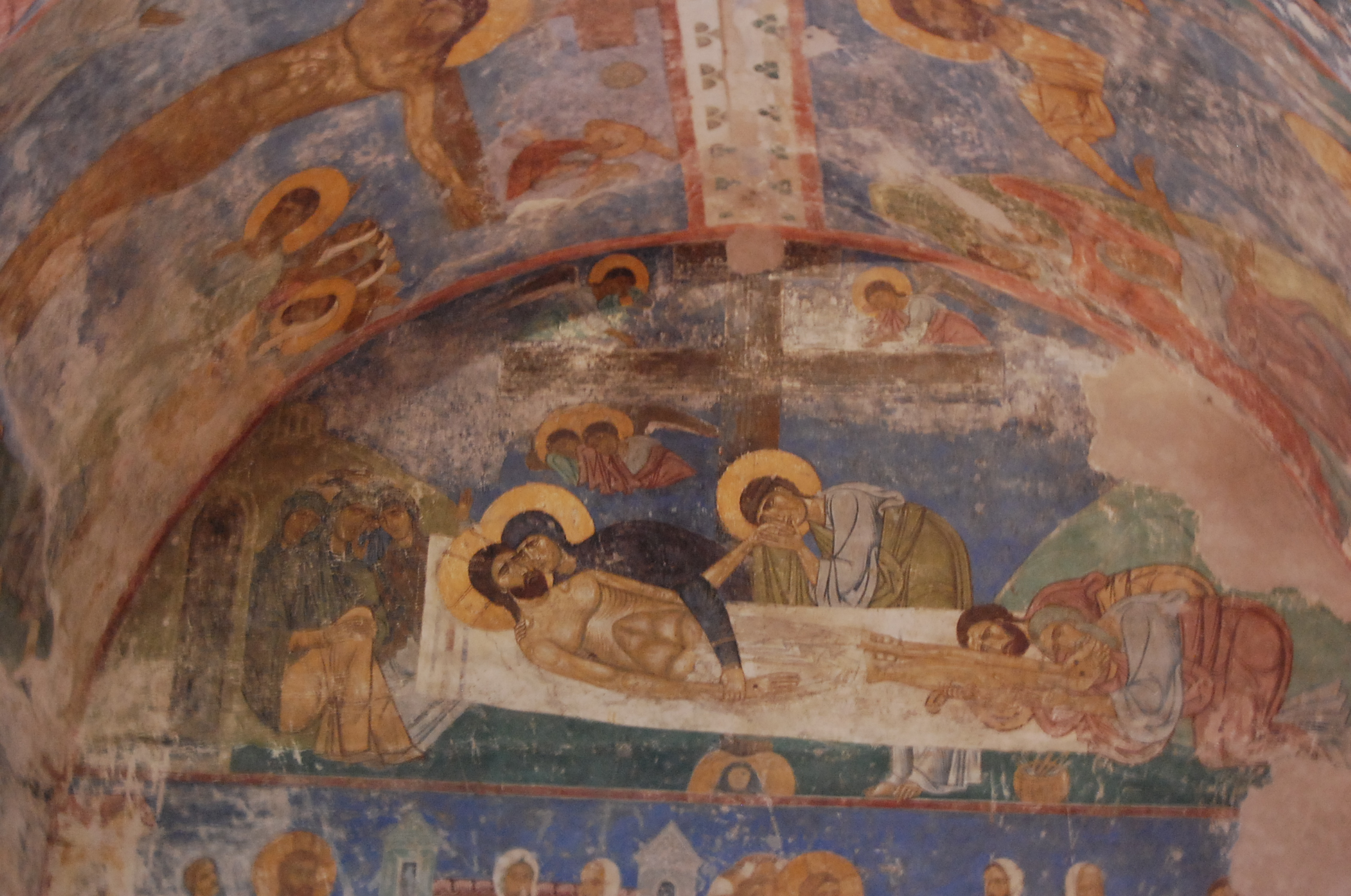
رثاء المسيح
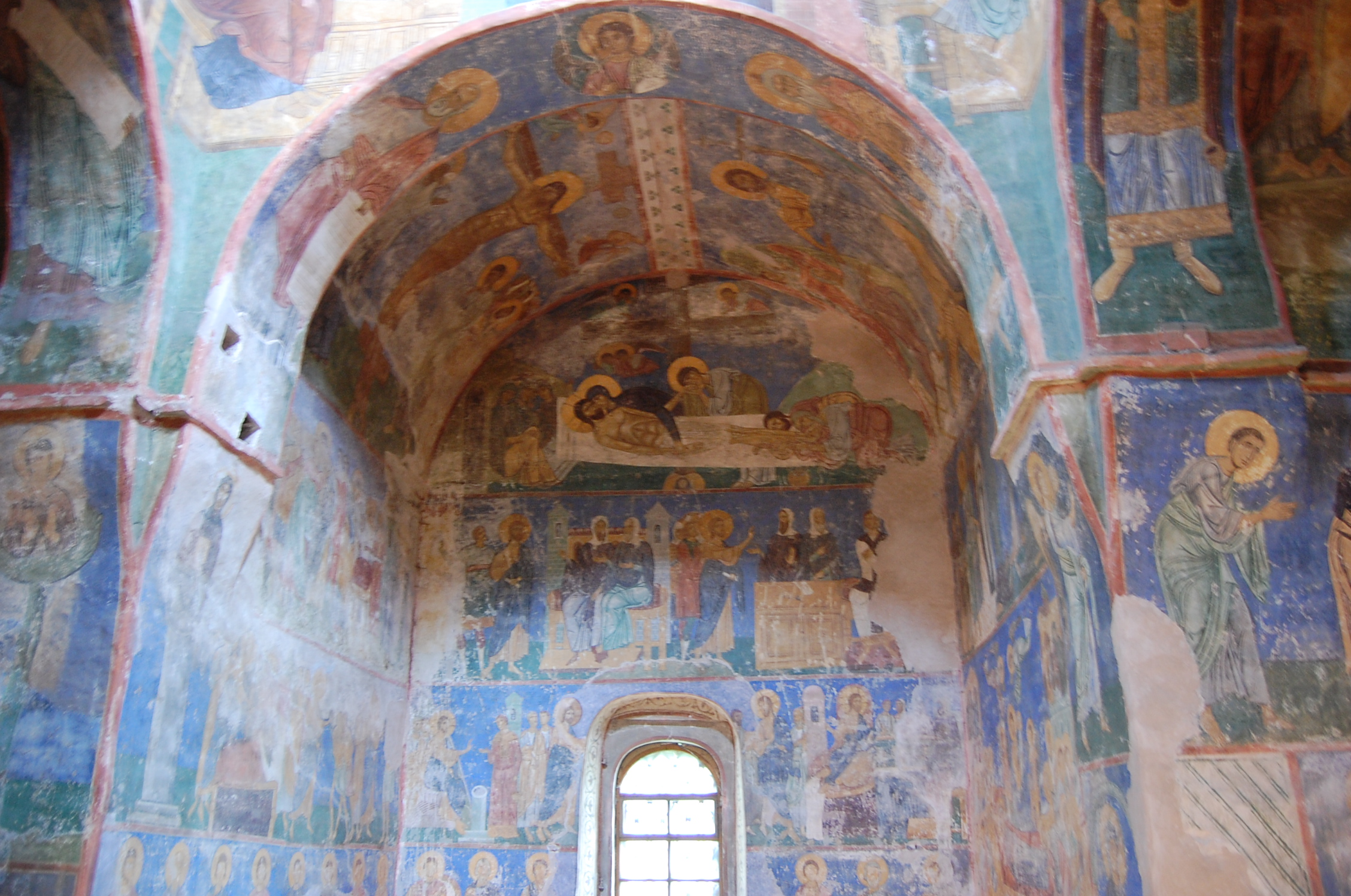
رثاء المسيح
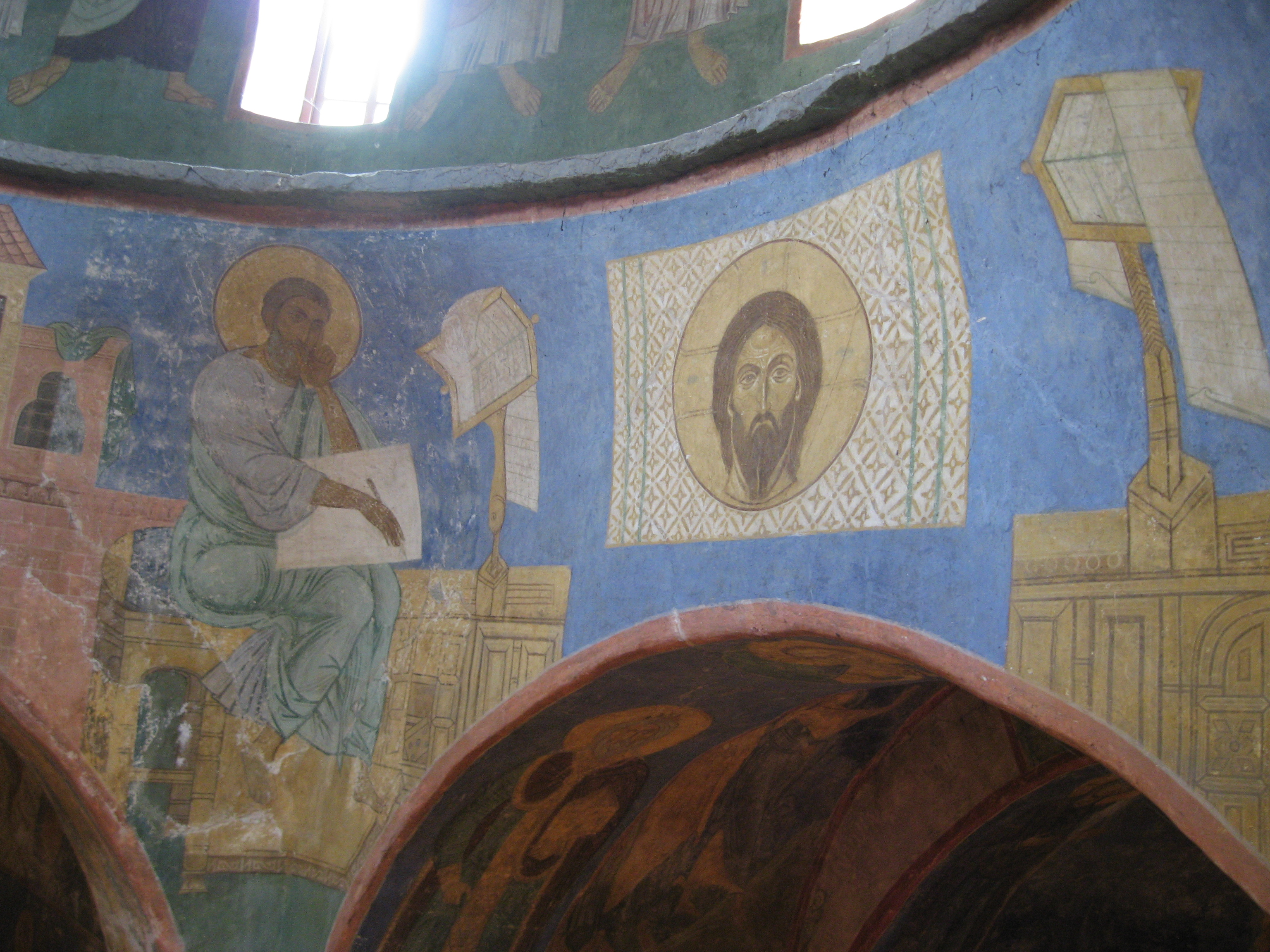
منديل الرها
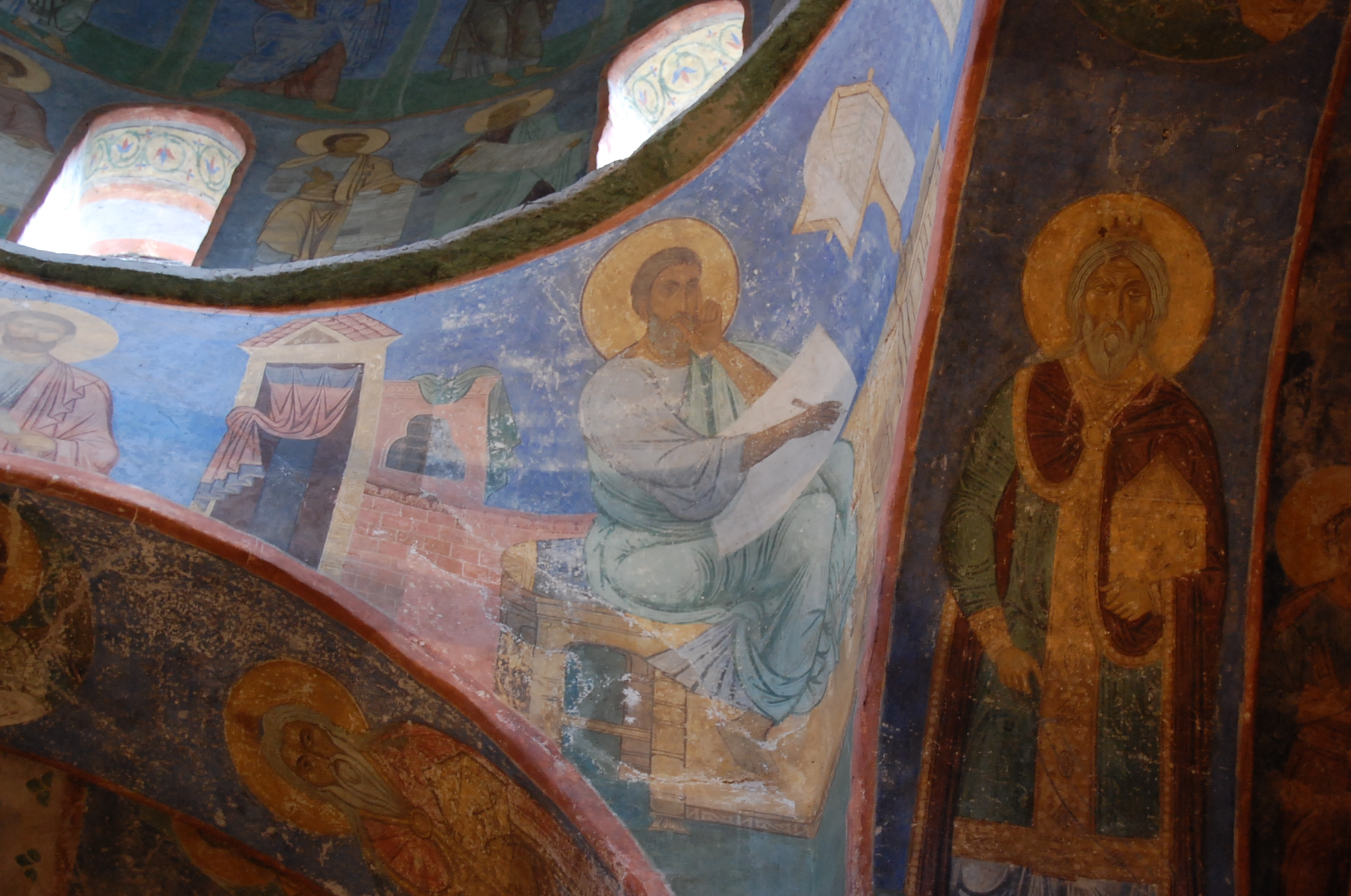
الإنجيليون الأربعة
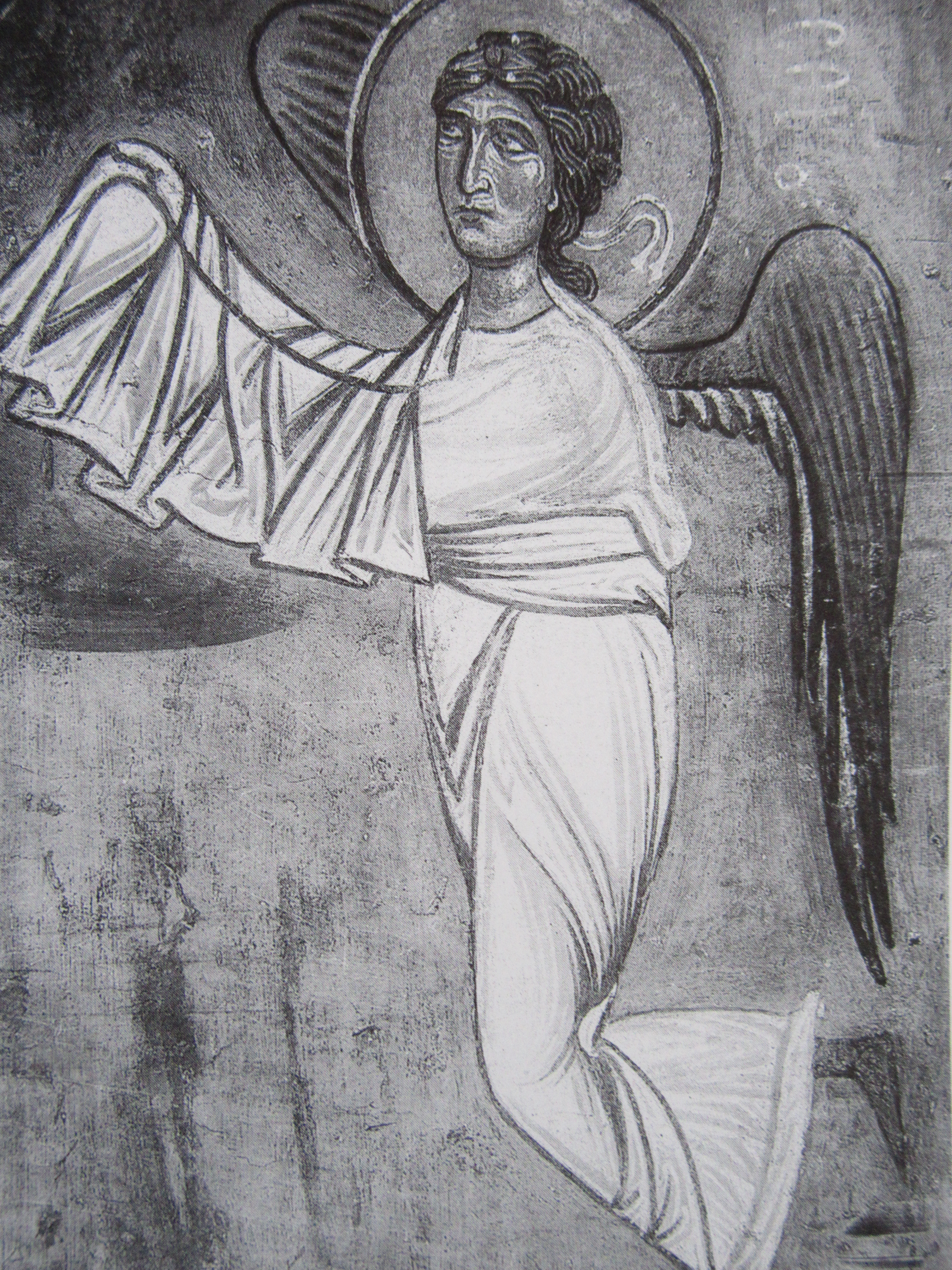
ملاك دورميتيون

## روابط خارجية
- (بالروسية) الموقع الرسمي